# Omertá
La ley del silencio u omertà (en italiano: omertà [omeɾˈta]) es el código de honor siciliano que prohíbe informar sobre las actividades delictivas consideradas asuntos que incumben a las personas implicadas. Esta práctica es muy difundida en casos de delitos graves o en los casos de mafia donde un testigo o una de las personas incriminadas prefiere permanecer en silencio por miedo de represalias o por proteger a otros culpables. En la cultura de la mafia, romper el juramento de omertà es punible con la muerte.
Tommaso Buscetta fue el primero en romper la omertà dentro de Italia; no obstante, fue Joe Valachi en Nueva York, y perteneciente a la familia Genovese, el que primero habló ante el subcomité del senado sobre los secretos de la Cosa Nostra, en 1962. En octubre de 1983 Buscetta fue arrestado en Brasil y extraditado a Italia por petición del juez Giovanni Falcone. Este había comenzado un proceso legal intenso para acabar con la mafia, y Buscetta fue el primero que abrió el mundo del hampa siciliana. Tras un intento fallido de suicidio, Buscetta colaboró con el juez y le explicó la organización, el funcionamiento, las actuaciones y el modus operandi que utilizaba la mafia. Fue la declaración de Buscetta la que reveló al mundo la existencia de una organización criminal fuertemente jerarquizada y organizada llamada Cosa Nostra.

## El código
La omertà implica «la prohibición categórica de la cooperación con las autoridades estatales o el empleo de sus servicios, incluso cuando uno ha sido víctima de un crimen». Una persona debe evitar interferir en el negocio de los demás y no debe informar a las autoridades de un delito bajo ninguna circunstancia, aunque, si está justificado, puede desquitarse personalmente de un ataque físico contra sí mismo o contra su familia, mediante la venganza (vendetta). Incluso si alguien es condenado por un crimen que no ha cometido, se supone que debe cumplir la condena, sin dar a la policía información alguna sobre el verdadero criminal, incluso si este no tiene nada que ver con la propia mafia. Dentro de la cultura de la Mafia, romper la omertà puede castigarse con la muerte.
El código fue adoptado por los sicilianos y por varios italianos del sur mucho antes de la aparición formal de la Cosa Nostra, por lo menos desde el siglo XVI, y puede haber sido influido por el  prolongado latifundismo que ha caracterizado el sur de Italia durante siglos, y como reacción a la consiguiente distancia entre las instituciones y el pueblo.

## Origen
El término italiano omertà es de origen incierto. Se encuentran trazos de su uso ya a partir del año 1800. Las teorías más aceptadas sobre su origen la relacionan con la palabra latina humilitas (humildad, umiltà en italiano), que se adoptará después a las lenguas de Italia meridional y se modificará hasta convertirse en umirtà. De la forma dialectal se puede entonces llegar a la forma italiana actual.
La omertà es un código de silencio, de acuerdo con uno de los primeros investigadores de la mafia, Antonio Cutrera, un exoficial de la seguridad pública, que no habla, incluso en su propia defensa, ni cuando el acusado es inocente de los delitos imputados. Cutrera citó a un siciliano que, según cuenta la leyenda popular, lo que primero dijo a su agresor cuando lo hirieron fue: «... si vivo, te voy a matar. Si me muero, yo te perdono».
El principio básico de la omertà es que no es «masculino» buscar la ayuda de las autoridades legalmente constituidas con el fin de resolver los agravios personales. La sospecha de ser un «soplón», llamado cascittuni en siciliano (un informante), constituye la más negra marca contra la sociedad, de acuerdo con Cutrera. Cada individuo agraviado tenía la obligación de velar por sus propios intereses, ya sea por sí mismo, en tanto que vengador, o encontrar un patrón que se encargara de que el trabajo se hiciera.
La omertà es una forma extrema de lealtad y solidaridad frente a la autoridad. Uno de sus principios absolutos es que es profundamente humillante, y vergonzoso incluso, traicionar a su enemigo mortal ante las autoridades. Los observadores debaten sobre si la omertà de la mafia debe interpretarse como una expresión de consenso social en torno a la mafia o si es una respuesta pragmática basada principalmente en el miedo. El punto que mejor lo define se encuentra en un refrán popular siciliano "Cu è Surdu, orbu e taci, campa cent'anni 'mpaci!" («El que es sordo, ciego y mudo vive cien años en paz»).
El mafioso ítalo-estadounidense Joe Valachi rompió la famosa omertà cuando en 1963 se pronunció públicamente sobre la existencia de la mafia y testificó ante el Congreso de los Estados Unidos. En Sicilia, el fenómeno del pentito (italiano, quien se ha arrepentido) rompió la omertà.
Dentro de la mafia, el pentito más famoso fue Tommaso Buscetta, el primer testigo importante que ayudó al juez Giovanni Falcone a entender el funcionamiento interno de la Cosa Nostra y que describió la Comisión de la mafia siciliana o "cúpula", la dirección de la mafia siciliana. (Un predecesor, Leonardo Vitale, quien se entregó a la policía en 1973, fue juzgado como enfermo mental, así que su testimonio solo llevó a la condena suya y de su tío).

## Otras definiciones
Una definición más popular y simplificada del código de la omertà es la siguiente:... "Cualquiera que llame a la autoridad contra sus semejantes es un tonto o un cobarde. Cualquiera que no pueda cuidarse sin la protección de la policía es ambos. Es a la vez tan cobarde como para traicionar a un delincuente de cara a la justicia, a pesar de sus delitos en contra de ti mismo, ya que no es capaz de vengar el agravio por la violencia. Es vil y despreciable en un hombre herido el traicionar el nombre de su agresor, ya que si se recupera, naturalmente, hay que esperar para vengarse por sí mismo".

## En la cultura popular
Mario Puzo escribió novelas basadas en los principios de la omertà y la Cosa Nostra. Sus trabajos más conocidos en ese sentido son la trilogía El Padrino, El siciliano y Omertà. Puzo terminó el manuscrito de este último antes de morir, en 1999, pero no se publicó sino hasta el 2000.
Dos de los libros se adaptaron al cine. La película El Padrino fue dirigida por Francis Ford Coppola. La omertà también forma parte de un capítulo del videojuego para PC, Mafia: The City of Lost Heaven. El siciliano fue una película dirigida por Michael Cimino y protagonizada por Christopher Lambert, estrenada en 1987.
En el videojuego Fallout: New Vegas existe una facción llamada "Los omertà".
Joe Valachi es mencionado en un capítulo de Los Simpson en el que Homer Simpson es atrapado por la mafia.
La banda estadounidense de groove metal, Lamb Of God, dedica la canción Omertà a esta temática. También la banda sueca de metal alternativo, Katatonia, posee una canción con este título.
Adrenaline Mob lanzó un disco titulado con dicho nombre.[cita requerida]
La editorial Holocubierta publicó dos juegos con el nombre Omertà, el Poder de la Mafia. El juego de rol, escrito por Pedro Nieto y Andrés Ramos, y el juego de mesa, diseñado por Rodrigo González.[cita requerida]
El dúo de hip-hop "The Godfathers", compuesto por Necro y Kool G Rap, ambos considerados leyendas dentro del género, incluyeron una canción llamada "Omertà" en el disco Once Upon A Crime, lanzado en el 2013. Cabe mencionar que el sample utilizado es la canción principal de la popular película El Padrino.[cita requerida]